# Anişoara Bălan
Anişoara Bălan   (Liteni, 1 de juliol de 1966), de casada Dobre, és una remadora romanesa, ja retirada, que va competir durant les dècades de 1980 i 1990. La seva germana Doina i el seu marit Dănuț Dobre també han aconseguit grans èxits en el rem.
El 1988 va prendre part en els Jocs Olímpics d'Estiu de Seül, on guanyà la medalla de bronze en la prova del quàdruple scull del programa de rem. Formà equip amb Anişoara Minea, Veronica Cogeanu i Elisabeta Lipă. Quatre anys més tard, als Jocs de Barcelona, guanyà la medalla de plata en la mateixa prova. En aquesta ocasió va formar equip amb Doina Ignat, Constanța Burcică i Veronica Cochelea.
En el seu palmarès també destaquen una medalla d'or, el 1989, dues de plata, el 1986 i 1991, i dues de bronze, el 1985 i 1991, al Campionat del món de rem. Anteriorment, en categories júniors, ja havia guanyat una plata i un bronze al campionat del món.